# Jørgen Brønlund

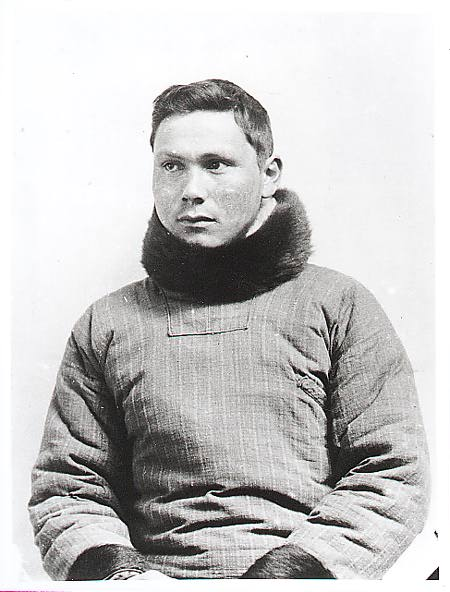
Jørgen Brønlund

Nikolaj Isak Jørgen Brønlund (* 14. Dezember 1877 in Ilulissat; † Ende November oder Anfang Dezember 1907 in Lambert Land) war ein grönländischer Katechet und Polarforscher.

## Leben

### Jugend
Jørgen Brønlund war der Sohn des Jägers Nikolaj Isak Jakob Brønlund (1831–1877) und seiner Frau Ruth Concordia Aronsen (1839–1885). Sein Vater war bereits im Juli 1877 verstorben. Zu seiner Kindheit und Jugend ist wenig bekannt. Er wurde in Ilulissat geboren, lebte später offenbar in Appat, von wo aus seine Mutter 1885 nach Aasiaat zog und dort noch im selben Jahr verstarb, womit Jørgen zum Waisen wurde. Er wurde 1891 in Ilulissat wohnend konfirmiert und lebte zu diesem Zeitpunkt als Pflegesohn bei Aron Tittus Johannes Fisker (1841–1894), einem Cousin seiner Mutter. Dieser starb drei Jahre später in Aasiaat. Dies deckt sich mit Ludvig Mylius-Erichsens und Harald Moltkes Erzählung, dass Jørgen Brønlund in Ilulissat und Aasiaat aufwuchs. Peter Freuchen hingegen erzählte, dass er nach dem Tod seines Vaters bei einem nicht namentlich genannten Kolonialverwalter in Ilulissat aufwuchs. Bereits seit seiner Kindheit war er mit dem gleichaltrigen aus Ilulissat stammenden Knud Rasmussen befreundet, dessen Vater Christian Rasmussen Missionar in Ilulissat war.

### Ausbildung, Literarische Expedition und Aufenthalt in Dänemark

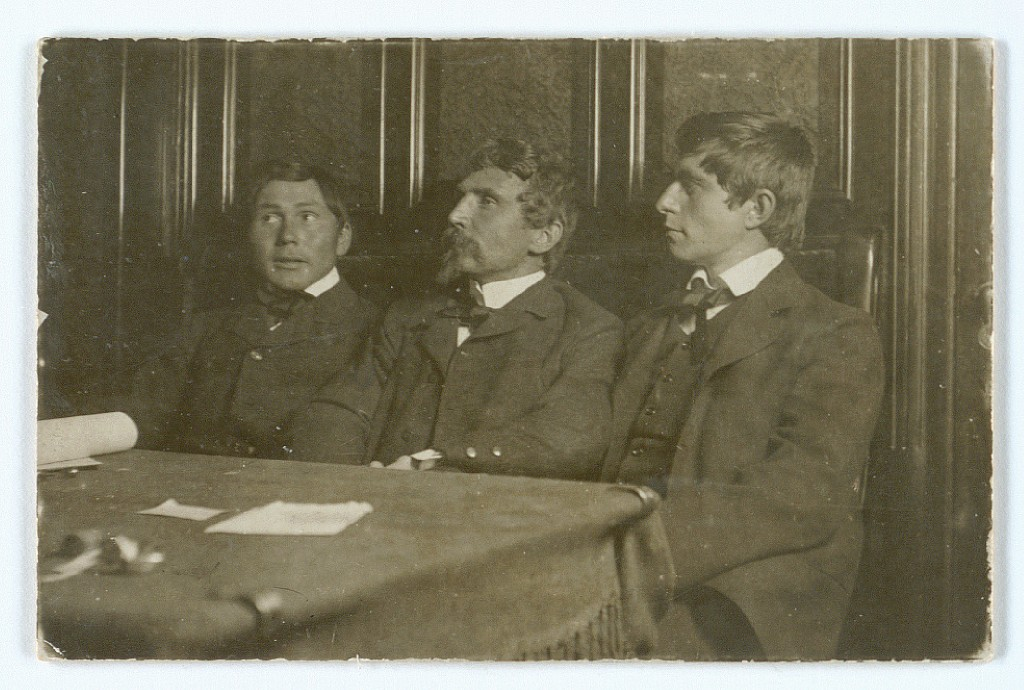
Jørgen Brønlund (links) mit Ludvig Mylius-Erichsen und Knud Rasmussen (vermutlich zwischen 1902 und 1904)

1894 kam er nach Nuuk, um dort an Grønlands Seminarium zu studieren. Er schloss die Ausbildung 1901 ab und wurde zum Katecheten in Kangeq ernannt. Bereits ein Jahr später wurde er Expeditionsteilnehmer auf der Literarischen Expedition nach Nordgrönland, an der auch sein Kindheitsfreund Knud Rasmussen teilnahm. Die Expedition dauerte bis 1904 an und nach der Rückkehr zog er nach Dänemark. Es heißt, dass er sich aus der grönländischen Gesellschaft gefallen sah, da er seinen Mitmenschen in Grönland kulturell überlegen geworden war, andererseits sah er sich aber seinen dänischen Expeditionskollegen gegenüber minderwertig. Er galt als begnadeter Hundeschlittenführer und war ein guter, wenn auch nicht überragender Jäger. In Dänemark erhielt er Zeichenunterricht vom Maler Kristian Zahrtmann und besuchte die Højskole in Askov.

### Danmark-Expedition
Zwei Jahre nach dem Ende der Literarischen Expedition wurde er auch ausgewählt, um an der Danmark-Expedition von Ludvig Mylius-Erichsen, der schon die erste Expedition geleitet hatte, teilzunehmen (diesmal ohne Knud Rasmussen). Am 28. März 1907 reiste die Expeditionsgruppe von Danmarkshavn aus nordwärts. Jørgen Brønlund führte die Gruppe an, die 86 Hunde und 10 Schlitten hatte. Am Kap Rigsdagen teilten sie sich am 28. Mai auf und Jørgen Brønlund fuhr mit Mylius-Erichsen und Niels Peter Høeg-Hagen westwärts in den Independence Fjord zum Navy Cliff. Die Gruppe kehrte nie zurück.
Erst am 19. März 1908 fanden Johan Peter Koch und Tobias Gabrielsen Jørgen Brønlunds Leiche eingefroren in einer Höhle an der Ostspitze von Lambert Land ca. 370 km südöstlich vom Navy Cliff. Er hatte offenbar fünf bis sechs Tage in der Höhle ausgeharrt, obwohl er wusste, dass er sterben würde. Seine Füße waren erfroren und alle Hunde waren tot. Er hatte vor der Höhle ein Dach aus Hundeschlittenteilen errichtet und neben sich Kartenskizzen, sein Tagebuch und sein Testament in einer Kiste platziert. Darin befand sich auch noch eine größere Menge Proviant, die er nicht gegessen hatte. Das Tagebuch war auf Grönländisch geschrieben, aber die Schrift war so unleserlich, dass Tobias Gabrielsen sie nicht entziffern konnte. Lediglich der letzte Eintrag war auf Dänisch verfasst:

„Omkom 79 Fjorden efter forsøg hjemrejse over Indlandsisen i November Maaned. Jeg kommer hertil i aftagende Maaneskin og kunde ikke videre af forfrosninger i Fødderne og af mørket. Aarsagen andres Lig findes midt i Fjorden foran Bræ (omtrent 2½ Mil). Hagen døde 15. November og Mylius omtrent 10 Dage efter. Jørgen Brønlund“

„[Am] 79-Fjord nach Versuch Heimreise über das Inlandeis im November umgekommen. Ich komme hierher bei abnehmendem Mondschein und konnte nicht weiter wegen Erfrierungen an den Füßen und wegen der Dunkelheit. Die Ursache [Der] Anderen Leichen befinden sich mitten im Fjord vor Gletscher (etwa 2½ Meilen). Hagen starb [am] 15. November und Mylius etwa 10 Tage später. Jørgen Brønlund“

Unter seiner Unterschrift befand sich ursprünglich ein schwarzer Klecks, der in den 1990er Jahren zwecks Analyse abgekratzt wurde. Die 2018 durchgeführte Untersuchung zeigte, dass es sich um eine Mischung aus verbranntem Gummi, tierischen Ölen und Kot handelte. Mit dieser hatte er offenbar versucht, seinen Gasbrenner vorzuwärmen, bevor er erfror.
Johan Peter Koch und Tobias Gabrielsen fanden keine Steine, mit denen sie Jørgen Brønlund hätten begraben können, sodass sie ihn unter den Expeditionskisten und Schnee begruben.

## Gedenken

### Denkmäler
Jørgen Brønlund war sich der Bedeutung der Expeditionsergebnisse bewusst und tat alles dafür, dass sie erhalten blieben und nach seinem Tod gefunden werden würden. Dieser Einsatz wurde ihm hoch angerechnet. Im Herbst 1910 bat der Distriktsarzt Henrik Deichmann um die Errichtung eines Gedenksteins für Jørgen Brønlund. Unterstützung erhielt er von Carl Julius Peter Ryberg, Jens Daugaard-Jensen, Christian Rasmussen, August Krogh und Johan Peter Koch. 1913 wurde das von Gyde Petersen gestaltete Denkmal in Nuuk aufgestellt, darauf geschrieben steht:

“Jørgen Brønlund / inûvoĸ 1878 [sic!] / toĸuvoĸ 1907 / angalassunut tunulianut / ilauvdlune / ikiuiniarnermit ingminut / iluatigiungnaerdlune / toĸuvoĸ”

„Jørgen Brønlund / er wurde geboren 1878 [sic!] / er ist gestorben 1907 / die [Expeditions]reisenden im äußersten Osten [Grönlands] / begleitend / vor Hilfsbereitschaft sich selbst / opfernd / ist er gestorben“

Bereits 1912 war in Kopenhagen ein Gedenkstein für Mylius-Erichsen, Høeg-Hagen und Brønlund aufgestellt worden, der von Kai Nielsen entworfen wurden war. Weitere Entwürfe von Einar Jónsson, Niels Hansen-Jacobsen, Johannes Kragh und Holger Wederkinch waren nicht angenommen worden.

### Gedicht
Eines der bekanntesten und schönsten Gedichte des dänischen Dichters Thøger Larsen trägt den Titel Jørgen Brønlund. Die erste Strophe lautet:

„Mer ene var aldrig en Sjæl paa en Stjerne
end du foran Døden i Isnattens Fjerne.“

„Einsamer war nie eine Seele auf einem Sterne
als Du vor dem Tod in der Eisnacht Ferne.“

### Geografische Bezeichnungen
Mehrere geografische Objekte sind nach Jørgen Brønlund benannt. Während der Literarischen Expedition nannte man ein Kap im Westen von Appat (Saunders Ø) ihm zu Ehren Jørgens Næs. Auf der Danmark-Expedition wurde der Jørgen Brønlund Fjord ihm zu Ehren benannt. In diesem befindet sich die 1947 von Eigil Knuth errichtete Forschungsstation Brønlundhus. Auf einer von Høeg-Hagens Karten, die neben Brønlund gefunden wurden, war ihm ein Inussuk nahe der Stelle gewidmet, an der sich die Expedition aufgeteilt hatte, welcher aber beim Auffinden leer war.

## Brønlunds Grav
Die Stelle, an der Jørgen Brønlunds Leiche gefunden wurde, trägt heute den Namen Brønlunds Grav. Nachdem Koch und Gabrielsen die Leiche gefunden hatten, war diese zwei Jahre später im Jahr 1910 von Ejnar Mikkelsen und Iver Iversen (1884–1968) unter großen Steinen begraben worden. Beide lebten zu Beginn der 1960er Jahre noch, aber Ejnar Mikkelsen meinte, dass er sich nicht mehr erinnern konnte, wo das Grab lag. Niels Holger Schøler und Tommy Karlsen, zwei Mitglieder der Sirius-Schlittenpatrouille wollten das Grab finden. Ende April 1963 machten sie sich auf die Suche in Lambert Land. Sie fanden das Grab und öffneten es. Da es so aussah, als würde im Sommer ein Fluss durch die Höhle fließen, nahmen sie, nachdem sie das Grab fotografiert hatten, Jørgen Brønlunds Gebeine und platzierten sie in einer Metalldose, die sie in einem Steinhaufen begruben. Davor wurde eine Gedenktafel aufgestellt. 1984 wurde das Grab erneut geöffnet, da man meinte, dass die Metalldose unangemessen war, und das Grab nach grönländischer Tradition eingerichtet.